# 黑魟
黑魟（学名：Dasyatis atratus）为魟科魟屬的鱼类。分布于日本以及西沙群岛海域等。
《中华大典·生物学典·动物分典》引述闽中海错疏，认为福建亦有黑魟的记载。而FishBase将黑魟当作紫魟的同物异名。